# Čakajoč Godota
Čakajoč Godota (Čakajoč Godoja) je tragikomedija Samuela Becketta.
Avtor Samuel Beckett je tragikomedijo Čakajoč Godota napisal najprej v francoščini, prvotni naslov je bil V Čakanju. Z grotesko je opozoril na tragikomičen položaj človekovega obstajanja v modernem opustelem svetu. Z ironijo je opisal človekovo tesnobo, obup, strahove, muke, pričakovanja in absurdnost bivanja. 
Dva potepuha - brezdomca, Vladimir (Didi) in Estragon (Gogo), se vsak dan srečujeta na cesti, poleg nekega drevesa in čakata na Godota. Godot je prispodoba za boga, upanje in smisel. Vsak dan k njima prihaja deček, ki jima vliva upanje, da bo Godo zagotovo prišel naslednji dan. Čas in kraj dogajanja sta popolnoma nedoločena, tudi zato, ker junaka nenehno pozabljata, koliko časa sta na tem kraju, kaj sta delala prej itd. - čas je torej nedoločen v metafizičnem pomenu. Zato gre v tej igri za nenehno ponavljanje istih motivov, nasmiselni pogovori, besedičenje tja v en dan potrjujejo absurdnost in brezizhodnost človeškega bivanja. V upanju, da se bosta s smrtjo uspela rešiti iz te krute situacije, se hočeta obesiti, vendar ugotovita, da je drevo prešibko in vrv prekratka. To opiše krutost njunega položaja; še s smrtjo ne moreta ubežati bedi njunega življenja. Tako iz dneva v dan čakata njuno odrešitev - Godota. Obiskujeta ju dva čudaka: oslepeli oblastniški Pozzo ter njegov suženj: onemeli Lucky, ki se obnaša kot pes, saj hodi po vseh štirih, in Pozzo ga ima na povodcu ter mu ukazuje. Lucky prenaša kovček, v katerem je pesek. Vladimir je zelo inteligenten, veliko govori (ima dolge monologe), Estragon pa je bolj kratke pameti in samo kratko odgovarja na Vladimirjevo filozofiranje, saj ga ne razume povsem. Ponavlja se njuna vsakodnevna rutina, ne opažata menjavanja letnih časov, minevanje časa ponazarja le drevo, ki spreminja barve listov- menjavanje sezon. Besedilo govori o absurdnosti življenja, o životarjenju in brezupu Vladimirja in Estragona, ki ju pokonci in s tem pri življenju drži le upanje, da bosta dočakala Godota, ki ju bo odrešil njunih muk, upanje, da bosta plemenitost in človečnost spremenila prostor, čas in ljudi. Vladimir in Estragon se bosta še naprej srečevala in živela čakajoč Godota. Čas se je ustavil kot pesek v Luckyevem kovčku: prihodnosti ni, preteklost si je treba izmišljati, sedanjost pa je poigravanje s preostalimi spominskimi usedlinami.